# Weverse
Weverse (також стилізується як WeVerse; кор. 위버스, читається як Віверс) — корейський мобільний застосунок і вебплатформа, створена південнокорейською розважальною компанією Hybe Corporation. Додаток спеціалізується на розміщенні мультимедійного контенту та комунікації між музичними виконавцями та фанатами. Супутній додаток для електронної комерції Weverse Shop (раніше відомий як Weply) продає підписки на контент на Weverse, музичні альбоми та мерч.
Weverse має різноманітний безкоштовний контент, а також контент за підпискою, включно з навчальними та розважальними відео, і розділом в стилі Instagram Story. На платформі користувачі можуть взаємодіяти з артистами та іншими фанатами. Виконавці можуть публікувати дописи та залишати коментарі під дописами фанатів. Додаток також використовується для публікації офіційних заяв Hybe від імені артистів у своїх лейблах.
Програмне забезпечення було розроблено технологічною дочірньою компанією Hybe Weverse Company (раніше beNX). До березня 2020 року Weverse налічував 1,4 мільйона щоденних користувачів, а Weverse Shop — понад 1,8 мільйона користувачів із 200 країн. Станом на 2022 рік Weverse має понад 6,8 мільйонів користувачів щомісяця.

## Розробка
Додаток було розроблено компанією Weverse Company (раніше beNX), дочірньою технологічною компанією Hybe Corporation (раніше Big Hit Entertainment), що спеціалізується на цифрових платформах та обслуговуванні клієнтів. За словами президента компанії Weverse, Со Вусока, додаток було розроблено, щоб запропонувати платформу для K-pop артистів для взаємодії з фанатами «на більш глибокому рівні», ніж те, що пропонують YouTube або Twitter, які наголошують на доставці контенту, а не на спілкуванні. Співвиконавчий директор Hybe Ленцо Юн охарактеризував додаток як «єдиний сервіс у музичній індустрії».
За словами Дженні Жа, генерального директора консалтингової фірми з цифрових медіа Infinitize, «лідерам ринку, як BTS», у к-поп, які набрали значну кількість фанатів, більше не потрібно зосереджуватися на тому, щоб збільшувати свою популярність, а радше на монетизації та володінні своїм контентом. Джа в інтерв'ю Billboard пояснив, що «лейбли хочуть […] створити актив, яким вони можуть володіти та мобілізувати для інших артистів і підприємств, тому що вони знають, що фанати підуть туди, де знаходиться контент. Це створює більшу безпеку для лейблу на тривалий термін».
Hybe запустив платформу електронної комерції Weply у червні 2019 року. Пізніше назву було змінено на Weverse Shop.
Новини про розробку додатка вперше були оголошені в жовтні 2019 року в рекламі, показаній на початку триденного туру BTS на стадіоні Love Yourself: Speak Yourself у Сеулі, Південна Корея. Рекламу одночасно відтворили 130 000 переглянули відвідувачів, а також глядачі, які дивилися в прямому етірі та в кінотеатрах.
27 січня 2021 року корпорація Naver оголосила про передачу свого сервісу V Live компанії Weverse та його інтеграцію з платформою Weverse.

## Застосування

### Платформи
Наразі Weverse доступний як веб-сайт, однойменний додаток для розваг і спілкування, а також додаток для електронної комерції Weverse Shop. Обидві програми доступні безкоштовно для iOS у Apple App Store та для Android у магазині Google Play. Веб-платформи та платформи додатків Weverse містять різноманітний безкоштовний контент і вміст за підпискою, включаючи відео, оновлення в стилі Instagram Story, а також взаємодію між виконавцями та користувачами платформи, на яких користувачі можуть спілкуватися один з одним. Веб-сайт і додаток Weverse Shop продають підписки на окремі серії на Weverse, а також офіційне членство у фан-клубі і товари гуртів, що представлені на платформі.

## Виконавці
| Список артистів Weverse | Список артистів Weverse               | Список артистів Weverse |
| Артист                  | Лейбл                                 | Дата приєднання         |
| ----------------------- | ------------------------------------- | ----------------------- |
| Tomorrow X Together     | Big Hit Music                         | 11 червня 2019          |
| BTS                     | Big Hit Music                         | 1 липня 2019            |
| Seventeen               | Pledis Entertainment                  | 17 березня 2020         |
| ENHYPEN                 | Belift Lab                            | 5 червня 2020           |
| CL                      | Konnect Entertainment                 | 28 вересня 2020         |
| P1Harmony               | FNC Entertainment                     | 5 жовтня 2020           |
| Weeekly                 | IST Entertainment                     | 12 жовтня 2020          |
| Сонмі                   | Abyss Company                         | 19 жовтня 2020          |
| Генрі Лау               | Monster Entertainment Group           | 26 жовтня 2020          |
| Dreamcatcher            | Dreamcatcher Company                  | 9 листопада 2020        |
| Ґрейсі Абрамс           | Interscope Records                    | 25 листопада 2020       |
| Cherry Bullet           | FNC W                                 | 6 січня 2021            |
| New Hope Club           | Steady Records / Hollywood Records    | 1 лютого 2021           |
| Alexander 23            | Interscope Records                    | 15 лютого 2021          |
| Mirae                   | DSP Media                             | 15 березня 2021         |
| Treasure                | YG Entertainment                      | 29 березня 2021         |
| Jeremy Zucker           | Republic Records                      | 19 квітня 2021          |
| PrettyMuch              | Sire Records                          | 3 травня 2021           |
| Woo!ah!                 | NV Entertainment                      | 17 травня 2021          |
| Макс                    | Colour Vision Records                 | 31 травня 2021          |
| F.T. Island             | FNC Entertaiment                      | 7 червня 2021           |
| Everglow                | Yuehua Entertainment                  | 15 червня 2021          |
| Just B                  | Bluedot Entertainment                 | 28 червня 2021          |
| Blackpink               | YG Entertainment                      | 2 серпня 2021           |
| STAYC                   | High Up Entertainment                 | 9 серпня 2021           |
| Lil Huddy               | Interscope Records                    | 23 серпня 2021          |
| Purple Kiss             | RBW                                   | 30 серпня 2021          |
| Fromis 9                | Pledis Entertainment                  | 6 вересня 2021          |
| Winner                  | YG Entertainment                      | 18 жовтня 2021          |
| Oneus                   | RBW                                   | 25 жовтня 2021          |
| Раві                    | Groovl1n                              | 17 січня 2022           |
| Кім Джунсу              | Palm Tree Island                      | 24 січня 2022           |
| Verivery                | Jellyfish Entertainment               | 7 лютого 2022           |
| Prikil                  | FNC Entertainment Japan               | 8 березня 2022          |
| XG                      | XGALX                                 | 14 березня 2022         |
| Le Sserafim             | Source Music                          | 28 березня 2022         |
| Blitzers                | Wuzo Entertainment                    | 6 квітня 2022           |
| Kingdom                 | GF Entertainment                      | 20 квітня 2022          |
| Юн Чі Сон               | DG Entertainment                      | 25 квітня 2022          |
| Бек Хо                  | Pledis Entertainment                  | 4 травня 2022           |
| Хван Мін Хьон           | Pledis Entertainment                  | 4 травня 2022           |
| Apink                   | IST Entertainment                     | 23 травня 2022          |
| Victon                  | IST Entertainment                     | 26 травня 2022          |
| TNX                     | P Nation                              | 30 травня 2022          |
| Secret Number           | Vine Entertainment                    | 2 червня 2022           |
| &Team                   | Hybe Labels Japan                     | 8 червня 2022           |
| Tri.be                  | TR Entertainment                      | 13 червня 2022          |
| Rocket Punch            | Woollim Entertainment                 | 16 червня 2022          |
| Хьорін                  | Bridʒ                                 | 20 червня 2022          |
| ATBO                    | IST Entertainment                     | 23 червня 2022          |
| OnlyOneOf               | 8D Entertainment                      | 27 червня 2022          |
| Golden Child            | Woollim Entertainment                 | 30 червня 2022          |
| Зіко                    | KOZ Entertainment                     | 20 липня 2022           |
| TFN                     | MLD Entertainment                     | 1 серпня 2022           |
| Oh My Girl              | WM Entertainment                      | 4 серпня 2022           |
| CNBlue                  | FNC Entertainment                     | 8 серпня 2022           |
| Billlie                 | Mystic Story                          | 22 серпня 2022          |
| Weverse Zone            | Weverse                               | 16 вересня 2022         |
| B.I.G                   | GH Entertainment                      | 19 вересня 2022         |
| 3YE                     | GH Entertainment                      | 6 жовтня 2022           |
| AKMU                    | YG Entertainment                      | 13 жовтня 2022          |
| Minzy                   | MZ Entertainment                      | 17 жовтня 2022          |
| Кім У Сок               | TOP Media                             | 20 жовтня 2022          |
| Хвіін                   | The L1ve                              | 9 листопада 2022        |
| B1A4                    | WM Entertainment                      | 10 листопада 2022       |
| Park Bo-young           | BH Entertainment                      | 11 листопада 2022       |
| Lee Hi                  | AOMG                                  | 14 листопада 2022       |
| BamBam                  | Abyss Company                         | 17 листопада 2022       |
| ONF                     | WM Entertainment                      | 24 листопада 2022       |
| Big Bang                | YG Entertainment                      | 28 листопада 2022       |
| VIXX (Лео & Кен)        | Jellyfish Entertainment               | 1 грудня 2022           |
| Kim Se-jeong            | Jellyfish Entertainment               | 1 грудня 2022           |
| The Boyz                | IST Entertainment                     | 16 січня 2023           |
| Kim Seon-ho             | S.A.L.T Entertainment                 | 19 січня 2023           |
| E'Last                  | E Entertainment                       | 16 лютого 2023          |
| Yurina Hirate           | Naeco                                 | 27 лютого 2023          |
| Drippin                 | Woollim Entertainment                 | 6 квітня 2023           |
| Pentagon                | Cube Entertainment                    | 10 квітня 2023          |
| BtoB                    | Cube Entertainment                    | 13 квітня 2023          |
| (G)I-DLE                | Cube Entertainment                    | 24 квітня 2023          |
| Квон Ин Бі              | Woollim Entertainment                 | 26 квітня 2023          |
| AKB48                   | DH Co., Ltd                           | 27 квітня 2023          |
| Class:y                 | M25                                   | 4 травня 2023           |
| Moonchild               | Hybe Labels Japan / CDL Entertainment | 8 травня 2023           |
| Lightsum                | Cube Entertainment                    | 15 травня 2023          |
| Boynextdoor             | KOZ Entertainment                     | 18 травня 2023          |

### Колишні
| Артист                  | Лейбл                 | Дата приєднання |
| ----------------------- | --------------------- | --------------- |
| GFriend                 | Source Music          | 12 серпня 2019  |
| NU'EST                  | Pledis Entertainment  | 8 вересня 2020  |
| Letteamor               | Potluck Entertainment | 12 квітня 2021  |
| IKON                    | 143 Entertainment     | 21 червня 2021  |
| Mad Monster             | Mad Entertainment     | 5 липня 2021    |
| Up10tion                | TOP Media             | 14 лютого 2022  |
| Lee Jin-hyuk            | TOP Media             | 21 лютого 2022  |
| Moonbin & Sanha (Astro) | Fantagio              | 17 квітня 2023  |

## Вміст

### BTS
BTS приєдналися до Weverse 1 липня 2019 року.
BTS оголосили під час фіналу свого туру «Love Yourself: Speak Yourself» на стадіоні у Сеулі, що четвертий сезон їх щорічного реаліті-шоу Bon Voyage покине корейський сервіс потокового відео V Live, де були розміщені перші три сезони, і буде виходити на новій платформі Weverse. Четвертий сезон Bon Voyage можна придбати безпосередньо в додатку Weverse Shop або придбати річне членство в глобальному фан-клубі BTS.
У серпні 2019 року BTS запустили мінідокументальний серіал із шести серій, який можна придбати на Weverse під назвою Bring the Soul: Docu-Series, який доповнює документальний фільм BTS 2019 року Bring the Soul: The Movie. Перший епізод вийшов на Weverse 27 серпня і завершився 1 жовтня. Кожен епізод зосереджений на темі, пов'язаній із серією альбомів групи Love Yourself, і демонстрував вміст зі світового туру Love Yourself 2018 року.
22 березня 2020 року Hybe Corporation оголосила про запуск серії відео під назвою «Вчи корейську з BTS» у додатку Weverse. Вперше проект був згаданий у лютому під час прямої трансляції прес-релізу Big Hit Labels на YouTube, у якому Бан Шихьок пояснив, що проект має на меті «зробити його легким і веселим для фанатів зі всього світу, яким важко насолоджуватися музикою BTS і їхнім контентом через мовний бар'єр». Серіал складається з тридцяти трьоххвилинних уроків корейських виразів і граматики, які використовують кадри з наявного контенту BTS на YouTube і V Live, наприклад Run BTS і «Bangtan Bombs». Відео було розроблено у співпраці з експертами Інституту змісту корейської мови та Університету іноземних досліджень Ханґук. Перші три епізоди були випущені 24 березня, а наступні відео публікувалися щотижня по понеділках, що згодом призвело до створення освітнього підрозділу Hybe, Hybe EDU.

### GFriend
GFriend приєдналися до Weverse 1 серпня 2019 року.
1 липня 2021 року, після закінчення дії контракту GFriend з Source Music 22 травня, у GFriend's Weverse було внесено кілька змін, такі як створення нових публікацій та редагування профілів було вимкнено. Однак інші функції все ще доступні.

## Концерти
| Дата           | Назва                                         | Місце проведення                                                             | Організатор(и)       | Прим.  |
| -------------- | --------------------------------------------- | ---------------------------------------------------------------------------- | -------------------- | ------ |
| 31 грудня 2020 | 2021 NEW YEAR'S EVE LIVE presented by Weverse | Weverse (онлайн)                                                             | Weverse, Hybe Labels | [ 61 ] |
| 31 грудня 2021 | 2022 Weverse Con [New Era]                    | Korea International Exhibition Center (офлайн) / Weverse, Venewlive (онлайн) | Hybe, Weverse        | [ 62 ] |

## Нотатки
1. ↑  раніше beNX